# 犯罪王リコ
『犯罪王リコ』（はんざいおうりこ）（原題: Little Caesar）は、1931年に制作されたアメリカの映画である。1920年代後半から流行したギャング映画の秀作。
それまでは軽喜劇を中心にコメディを作っていたマーヴィン・ルロイ監督は、この映画の成功で社会派の領域やスケールの大きな作品を手掛けるようになる。

## ストーリー

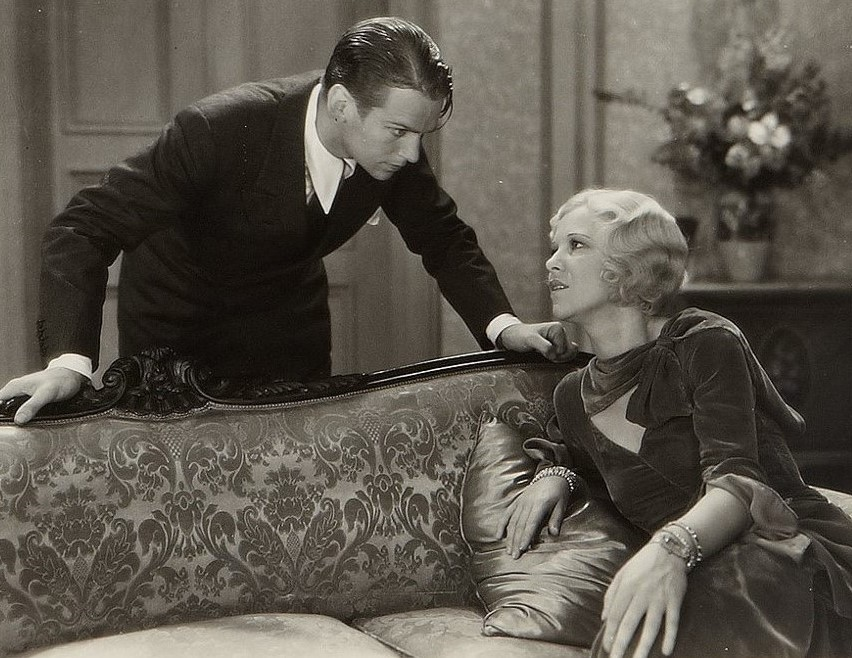
ダグラス・フェアバンクス・ジュニアと、グレンダ・ファレル

小さな犯罪者のカエサル・エンリコ「リコ」バンデッロと彼の友人ジョー・マッサラは、幸運を求めてシカゴに引っ越してくる。リコはサム・ヴェットーリのギャングに加わり、ジョーはダンサーになりたいと思う。オルガがジョーのダンスパートナー兼ガールフレンドになります。
ジョーはギャングとその活動から遠ざかろうとするが、リコはジョーを自分が働いているナイトクラブの強盗に参加させる。裏社会のボス「ビッグボーイ」が部下全員に流血を避けるよう命じたにもかかわらず、リコは強盗の最中に、犯罪撲滅活動家のアルヴィン・マクルーアを銃で撃ち殺し、目撃したジョーは衝撃を受ける。ギャングの運転手で、仕事の後で取り乱したトニーは、地元の牧師にこのニュースを伝えに行こうとしたするが、リコの命令でギャングに殺される。
リコはサムが弱くなったと非難し、彼の組織の支配権を握ろうとする。ライバルのボス「リトル・アーニー」ローチはリコを殺そうとするが、リコはかすり傷を負っただけで済んだ。リコと彼の部下たちはリトル・アーニーを訪ね、町を去るか殺されるかの選択を迫り、アーニーは急いでデトロイトへ出発する。ビッグ・ボーイは最終的にシカゴ北部全域の支配権をリコに与えることになる。
リコは、ジョーが自分のことを知りすぎていることを心配しはじめ、リコはジョーに、オルガのことは忘れて犯罪に手を染めるよう警告する。リコは、ジョーが従わなければオルガとジョーの両方を殺すと脅すが、ジョーは屈しない。オルガはフラハティ刑事部長に電話し、ジョーが犯罪を話す用意ができていると伝える。ちょうどリコと手下のオテロがジョーの元を訪れるが、リコは友人の命を奪えないことに気づく。オテロが自分でやろうとすると、リコは銃を奪い取るが、その為にジョーは負傷する。銃声を聞いたフラハティともう一人の警官は追いかけ、オテロを射殺する。オルガから情報を得たフラハティは、リコの組織を壊滅させるべく動き出す。
絶望し孤独になったリコは、安宿に隠れている間、フラハティが新聞で自分を卑怯者と呼んだことを知り、激怒して愚かにも警察に電話して、逆探知されてしまう。居場所を知られたリコは看板の後ろでフラハティに射殺され、看板にはダンサーのジョーとオルガが登場する広告が書かれていた。リコは死に際に、「お慈悲深き母よ、これがリコの最後なのか」と最後の言葉を発する。

## キャスト
- カエサル・エンリコ“リコ”・バンデッロ - ギャング：エドワード・G・ロビンソン
- ジョー・マッサラ - 相棒：ダグラス・フェアバンクス・ジュニア
- オルガ - 踊り子：グレンダ・ファレル
- ビッグ・ボーイ - 陰の総元締め：シドニー・ブラックマー
- フラハティ - 刑事部長：：トーマス・ジャクソン
- ピート・モンタナ - ビッグ・ボーイの腹心：ラルフ・インス
- トニー - ヴェットーリの部下兼運転手：ウィリアム・コリアー・ジュニア
- アーニー・ローチ - ピート・モンタナの腹心：モーリス・ブラック
- サム・ヴェットーリ - ピート・モンタナの腹心：スタンリー・フィールズ
- オテロ - リコの子分：ジョージ・E・ストーン
- セヴォス：アーマンド・カリス
- リッツ・コロナ：ニック・ベラ

## スタッフ
- 監督：マーヴィン・ルロイ
- 脚本・台詞：フランシス・エドワーズ・ファラゴー
- 脚色：ロバート・N・リー
- 原作：W・R・バーネット
- 撮影：トニー・ゴーディオ

## 製作
主役のリコ役には、悪役が中心だったエドワード・G・ロビンソンにオファーしたところ大いに乗り気になり、ロバート・N・ルーの撮影台本を監督ルロイとともに徹底的に検討して、強烈な迫力を出した。
ジョージ・ラフトをモデルにしたといわれるジョー・マッサラの人選には難航して、多くの若手がスクリーン・テストを受けた。その中にはまだ無名だったクラーク・ゲーブルもいたが耳が大きすぎるとして見送った。役はスーパースターとして名高いダグラス・フェアバンクスの息子で人気急上昇中の21歳のダグラス・フェアバンクス・ジュニアに決定した。
彼の恋人オルガ役は、ブロードウェイから連れてこられたグレンダ・ファラルで、この作品のあともワーナー映画で暗黒街映画やミュージカルなどに出演した。

## エピソード
- ルロイが困ったのは、ロビンソンが拳銃を撃つ時に眼を瞑ってしまうことであり、凄味が台無しになるので、瞼を絆創膏で押さえて、瞬きできないようにした。
- シカゴの暗黒街から見学者が、自分たちの手口が具体的に映画で紹介されて、警察側の捜査のヒントになることを恐れてスタジオにやってきたが、ルロイは芸人時代の経験からジョークを飛ばして、うまく丸め込んだ。[2]